# Panzergrenadierbrigade 40
Die Panzergrenadierbrigade 40 „Mecklenburg“ war eine Brigade des deutschen Heeres, die bis zu ihrer Auflösung 2002 der 14. Panzergrenadierdivision unterstellt war. Stationierungsraum war der Großraum Schwerin.

## Geschichte
Die Brigade ging nach der Wiedervereinigung 1990 aus Teilen der früheren 8. motorisierten Schützendivision der Nationalen Volksarmee der DDR hervor und wurde zunächst als Heimatschutzbrigade 40 bezeichnet. Zur Bildung wurden im Einzelnen das Motorisierte Schützenregiment 27 (Stern Buchholz), das Motorisierte Schützenregiment 29 (Hagenow), je 1 Aufklärungs- und Pionierbataillon (Hagenow), Logistiktruppen (Karow), eine Raketenabteilung (Goldberg) und ein Artillerieregiment aus Rostock herangezogen. Die Brigade unterstand zunächst der Division / Wehrbereichskommando VIII. 1995 wurde dieser Verband in Wehrbereichskommando VIII / 14. Panzergrenadierdivision umbenannt und die Brigade erhielt den Namen Panzergrenadierbrigade 40. 1997 wurde der übergeordnete Verband zur 14. Panzergrenadierdivision.
Zur Brigade gehörten 1997 das Panzerbataillon 403, das Panzerbataillon 404, die Panzerjägerkompanie 400 (alle in Stern Buchholz), das Panzergrenadierbataillon 401, das Panzergrenadierbataillon 402, die Panzerpionierkompanie 400 (alle in Hagenow), sowie das Panzerartilleriebataillon 405 in Dabel. Die Brigade wurde zum 30. September 2002 aufgelöst und einige nicht aufgelöste Truppenteile der Panzergrenadierbrigade 41 überstellt.

## Verbandsabzeichen
Das Verbandsabzeichen der Brigade zeigte einen gekrönten Stierkopf wie im Wappen Mecklenburg-Vorpommerns, dem "Heimatland" der Brigade. Der Kopf war in dieser Darstellung immer Teil des mecklenburgischen Stammwappen gewesen. Der Wappenschild war dreigeteilt: Von oben nach unten folgten die Farben Ultramarinblau, Gelb und Zinnoberrot. Hinsichtlich der Auswahl und Reihenfolge der Farben handelte es sich um dieselbe Kombination wie in der Flagge Mecklenburgs sowie der Flagge Mecklenburg-Vorpommerns, die ebenfalls wiederum den Stier zeigt.
Damit griff die Brigade nicht die heraldischen Symbole der ihr ursprünglich übergeordneten Division auf, wie dies für die Brigaden der Bundesrepublik vor 1990 üblich war. Auch war ihr Wappenschild von einer silbernen Kordel mit eingeflochtenem schwarzen Wappen umrandet. Auch diese Umrandung war bis 1990 nicht üblich für eine bundesdeutsche Brigade, sondern war vor allem den Divisionen vorbehalten. Ein Grund mag die Aufstellung als Heimatschutzbrigade sein, die sich in ihrer heraldischen Darstellung nicht an der Wappensystematik des Feldheeres orientierte. Vielmehr standen territoriale Aspekte im Vordergrund, so dass die Brigade auf das Wappen ihrer "Heimat" zurückgriff.

## Kommandeure
Die Heimatschutz- später Panzergrenadierbrigade 40 wurde kommandiert von (Dienstgrad bei Kommandoübernahme):
| Nr. | Name                      | Beginn der Berufung | Ende der Berufung  |
| --- | ------------------------- | ------------------- | ------------------ |
| 3.  | Oberst Volker Wieker      | September 1999      | 30. September 2002 |
| 2.  | Oberst Wolfgang Sauer     | 1. April 1995       | August 1999        |
| 1.  | Oberst Reinhard Reichhelm | 1. Juli 1991        | 31. März 1995      |